# Flughafen Pierrefonds

i8
i11
i13
Der Flughafen Pierrefonds (Französisch: Aéroport de Saint-Pierre Pierrefonds, IATA-Code: ZSE, ICAO-Code: FMEP) ist ein Flughafen rund sieben Kilometer westlich von Saint-Pierre in Réunion. Er ist der kleinere der beiden Flughäfen der Insel, der andere ist der Saint-Denis de la Réunion.
Réunion ist eine französische Insel im Indischen Ozean östlich von Madagaskar und etwa 200 Kilometer südwestlich von Mauritius.

## Infrastruktur
Der Flughafen befindet sich auf einer Höhe von 18 Meter über Meer. Die asphaltierte Landebahn trägt die Bezeichnung 15/33 und ist 2100 Meter lang und 45 Meter breit.

## Fluggesellschaften und Flugziele
| Fluggesellschaft     | Flugziele                            |
| -------------------- | ------------------------------------ |
| Air Austral          | Mauritius, Saint-Denis de la Réunion |
| Air Mauritius        | Mauritius                            |
| Madagasikara Airways | Sainte Marie                         |

## Passagier- und Frachtbewegung
| Jahr | Passagiere |
| ---- | ---------- |
| 1998 | 1.895      |
| 1999 | 45.772     |
| 2000 | 56.006     |
| 2001 | 66.673     |
| 2002 | 66.346     |
| 2003 | 79.313     |
| 2004 | 94.645     |
| 2005 | 113.505    |
| 2006 | 114.149    |
| 2007 | 121.034    |
| 2008 | 127.674    |
| 2009 | 126.651    |
| 2010 | 119.477    |
| 2011 | 108.078    |
| 2012 | 95.774     |
| 2013 | 82.748     |
| 2014 | 71.625     |
| 2015 | 79.462     |